# 大畑裕勝
大畑 裕勝（おおはた ひろかつ、1975年5月13日 - ）は、福岡県出身の元プロ野球選手（内野手）。

## 来歴・人物
柳川高時代は、1991年に夏の甲子園に出場。ベスト8で沖縄水産高に敗れる。
1993年のドラフト会議にて、読売ジャイアンツから4位指名を受け入団。
1996年には、ジュニアオールスターに出場するも、その年限りで退団。
その後、台湾プロ野球の高屏雷公の入団テストを受験するも不合格に終わり、現役を引退。
現在は福岡県みやま市で飲食店を経営。

## 詳細情報

### 年度別打撃成績
- 一軍公式戦出場なし

### 背番号
- 61 （1994年 - 1996年）